# Hans Kölzow
Hans Kölzow, född 21 juni 1901 i Waren, var en tysk SS-Standartenführer.
I början av andra världskriget var Kölzow inspektör för avdelningen Hohensalza inom Volksdeutscher Selbstschutz, en paramilitär organisation bestående av folktyskar bosatta i Polen. På denna post var Kölzow ansvarig för krigsförbrytelser som begicks mot den etniskt polska befolkningen.